# Villetaneuse
Villetaneuse és un municipi francès, situat al departament de Sena Saint-Denis i a la regió de l'Illa de França.
Forma part del cantó d'Épinay-sur-Seine i del districte de Saint-Denis. I des del 2016, de la divisió Plaine Commune de la Metròpoli del Gran París.